# Todd Richards
Brandt Todd Richards (ur. 28 grudnia 1969 w Worcester) – amerykański snowboardzista. Zajął 16. miejsce w halfpipe’ie na igrzyskach w Nagano. Nie startował na mistrzostwach świata. Najlepsze wyniki w Pucharze Świata osiągnął w sezonie 1997/1998, kiedy to zajął 87. miejsce w klasyfikacji halfpipe’a.
W 2002 r. zakończył karierę.

## Sukcesy

### Igrzyska olimpijskie
| Miejsce | Dzień     | Rok  | Miejscowość | Konkurencja | Zwycięzca   |
| ------- | --------- | ---- | ----------- | ----------- | ----------- |
| 16.     | 12 lutego | 1998 | Nagano      | Halfpipe    | Gian Simmen |

### Puchar Świata

#### Miejsca w klasyfikacji generalnej
- 1997/1998 - 87.

#### Miejsca na podium
1. Whistler – 13 grudnia 1997 (halfpipe) - 1. miejsce